# Type A (lớp tàu ngầm)
Tàu ngầm tuần dương Type A (巡潜甲型潜水艦 Junsen Kō-gata sensuikan) là một lớp tàu ngầm của Hải quân Đế quốc Nhật Bản trong Chiến tranh Thế giới thứ hai. Tàu ngầm Type A được chế tạo để đóng vai trò soái hạm của hải đội tàu ngầm, nên chúng được trang bị phòng chỉ huy, thiết bị liên lạc vô tuyến tốt hơn cùng một thủy phi cơ.

## Các biến thể
Tàu ngầm Type A được chia làm bốn phân lớp:
- Type-A (甲型（伊九型） Kō-gata, lớp I-9?)
- Type-A Mod.1 (甲型改一（伊十二型） Kō-gata Kai-1, lớp I-12 ?)
- Type-A Mod.2 (甲型改二（伊十三型） Kō-gata Kai-2, lớp I-13?)
- Type V21 Type (第5094号艦型 Dai-5094-Gō kan-gata, lớp tàu thứ 5094?). Không được chế tạo.

### Type-A(lớpI-9)

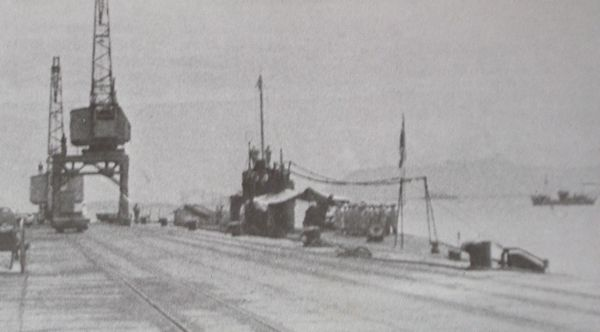
I-10 vào năm 1942 tại Penang

Đề án số S35Ja. Thiết kế của chúng được dựa trên Junsen III (lớp I-7). Ba tàu ngầm được chế tạo trong giai đoạn 1938-1942 trong khuôn khổ các Chương trình Maru 3 năm 1937 (chiếc số 35 và 36) và Chương trình Maru 4 năm 1939 (chiếc số 138).
| Số hiệu | Tên  | Xưởng đóng tàu             | Đặt lườn         | Hạ thủy          | Hoàn tất          | Số phận                                                                                      |
| 35      | I-9  | Xưởng vũ khí Hải quân Kure | 25 tháng 1, 1938 | 20 tháng 5, 1939 | 13 tháng 2, 1941  | Bị tàu khu trục USS Frazier đánh chìm tại Kiska, 13 tháng 6, 1943.                           |
| 36      | I-10 | Xưởng tàu Kawasaki, Kōbe   | 7 tháng 6, 1938  | 20 tháng 9, 1939 | 31 tháng 10, 1941 | Bị các tàu khu trục USS David W. Taylor và USS Riddle đánh chìm gần Saipan, 4 tháng 7, 1944. |
| 138     | I-11 | Xưởng tàu Kawasaki, Kōbe   | 10 tháng 4, 1940 | 28 tháng 2, 1941 | 16 tháng 5, 1942  | Mất do tai nạn hay trúng thủy lôi gần Funafuti, tháng 1, 1944.                               |

### Type A Cải tiến 1(lớpI-12)
Đề án số S35B. Năm chiếc được lên kế hoạch chế tạo trong Chương trình Maru Tsui năm 1941 (các chiếc số 620 - 621) và Chương trình Kai-Maru 5 năm 1942 (các chiếc số 5091 - 5093). Chúng trang bị động cơ diesel công suất yếu hơn nhằm rút ngắn thời gian đóng tàu. Chỉ có một chiếc I-12 được hoàn tất theo thiết kế ban đầu; I-13 và những chiếc tiếp theo được cải biến sang một lớp tàu mới (lớp I-13), sau khi số lượng tàu lớp I-400 Sen Toku bị cắt giảm.
| Số hiệu | Tên  | Xưởng đóng tàu                   | Đặt lườn         | Hạ thủy         | Hoàn tất         | Số phận                                                  |
| 620     | I-12 | Xưởng tàu Kawasaki-Kōbe Shipyard | 5 tháng 11, 1942 | 3 tháng 8, 1943 | 25 tháng 5, 1944 | Bị tàu quét mìn USS Ardent đánh chìm, 13 tháng 11, 1944. |
| 621     | I-13 | Xưởng tàu Kawasaki-Kōbe Shipyard | 4 tháng 2, 1943  |                 |                  | Cải biến sang lớp I-13 vào tháng 10, 1943.               |
| 5091    | I-14 | Xưởng tàu Kawasaki-Kōbe Shipyard | 18 tháng 5, 1943 |                 |                  | Cải biến sang lớp I-13 vào tháng 10, 1943.               |
| 5092    | I-15 | Xưởng tàu Kawasaki-Senshū        | 30 tháng 4, 1943 |                 |                  | Cải biến sang lớp I-13 vào tháng 10, 1943.               |
| 5093    | I-1  | Xưởng tàu Kawasaki-Senshū        | 24 tháng 6, 1943 |                 |                  | Cải biến sang lớp I-13 vào tháng 10, 1943.               |

### Type A Cải tiến 2(lớpI-13)

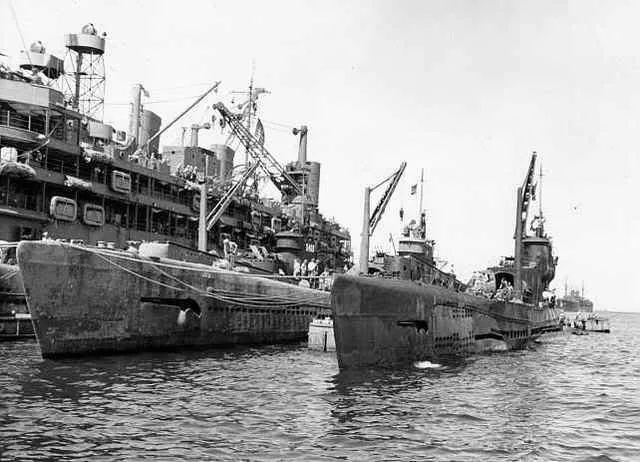
Yokosuka, 29 tháng 8, 1945. Từ trái sang phải: USS Proteus, I-400, I-401 và I-14

Đề án số S35C. Bốn chiếc nguyên thuộc Type A Cải tiến 1 (lớp I-12) được cải biến sang một lớp tàu mới (lớp I-13), sau khi số lượng tàu lớp I-400 Sen Toku bị cắt giảm. Chúng có hầm chứa máy bay lớn và những khoang hai bên để vận hành hai thủy phi cơ cường kích Aichi M6A1 Seiran. Những thiết bị trong vai trò soái hạm bị tháo dỡ. Chỉ có hai chiếc kịp hoàn tất và nhập biên chế.
| Số hiệu | Tên  | Xưởng đóng tàu                                                      | Đặt lườn         | Hạ thủy           | Hoàn tất          | Số phận |
| 621     | I-13 | Xưởng tàu Kawasaki-Kōbe                                             | 4 tháng 2, 1943  | 30 tháng 11, 1943 | 16 tháng 12, 1944 | Bị các tàu hộ tống khu trục USS Lawrence C. Taylor, USS Robert F. Keller và máy bay từ tàu sân bay hộ tống USS Anzio đánh chìm phía Đông Bắc quần đảo Ogasawara, 16 tháng 7, 1945. |
| 5091    | I-14 | Xưởng tàu Kawasaki-Kōbe                                             | 18 tháng 5, 1943 | 14 tháng 3, 1944  | 14 tháng 3, 1945  | Bị tàu khu trục USS Murray bắt giữ, 27 tháng 8, 1945; xuất biên chế, 15 tháng 9, 1945; đánh chìm như mục tiêu tại quần đảo Hawaii, 28 tháng 5, 1946.                               |
| 5092    | I-15 | Xưởng tàu Kawasaki-Senshū Xưởng tàu Kawasaki-Kōbe (sau khi hạ thủy) | 30 tháng 4, 1943 | 12 tháng 4, 1944  |                   | Cải biến thành tàu ngầm chở dầu, tháng 6, 1945; Hoàn tất được 90%; tháo dỡ năm 1945.                                                                                               |
| 5093    | I-1  | Xưởng tàu Kawasaki-Kōbe Xưởng tàu Kawasaki-Senshū (sau khi hạ thủy) | 24 tháng 6, 1943 | 10 tháng 6, 1944  |                   | Hoàn tất được 70%; đắm trong một cơn bão, 18 tháng 9, 1945; trục vớt và tháo dỡ sau đó                                                                                             |

### Type V21
Đề án số S48. Ba chiếc được lên kế hoạch chế tạo trong Chương trình Kai-Maru 5 năm 1942 (các chiếc số 5094 - 5096). Tuy nhiên tất cả đều bị hủy bỏ vào cuối năm 1943 khi Hải quân Đế quốc Nhật Bản dự định chuyển trọng tâm sang chế tạo Type E (lớp tàu ngầm) (戊型潜水艦 Bo-gata sensuikan) như là tàu ngầm chủ lực cho năm 1945.
| Số hiệu     | Tên | Xưởng đóng tàu | Đặt lườn | Hạ thủy | Hoàn tất | Số phận          |
| 5094 - 5096 |     |                |          |         |          | Hủy bỏ năm 1943. |

## Đặc tính kỹ thuật
| Kiểu                   | Kiểu                | Type-A (I-9) | Type-A Cải tiến 1 (I-12) | Type-A Cải tiến 2 (I-13) | Type V21 |
| Trọng lượng choán nước | Nổi                 | 2.434 tấn Anh (2.473 t) | 2.390 tấn Anh (2.428 t) | 2.620 tấn Anh (2.662 t) | 2.330 tấn Anh (2.367 t) |
| Trọng lượng choán nước | Ngầm                | 4.150 tấn Anh (4.217 t) | 4.172 tấn Anh (4.239 t) | 4.762 tấn Anh (4.838 t) | không có số liệu |
| Chiều dài (chung)      | Chiều dài (chung)   | 113,70 m (373 ft 0 in) | 113,70 m (373 ft 0 in) | 113,70 m (373 ft 0 in) | 111,00 m (364 ft 2 in) (mực nước) |
| Mạn tàu                | Mạn tàu             | 9,55 m (31 ft 4 in) | 9,55 m (31 ft 4 in) | 11,70 m (38 ft 5 in) | 9,82 m (32 ft 3 in) |
| Mớn nước               | Mớn nước            | 5,36 m (17 ft 7 in) | 5,36 m (17 ft 7 in) | 5,89 m (19 ft 4 in) | 5,50 m (18 ft 1 in) |
| Chiều sâu              | Chiều sâu           | 8,30 m (27 ft 3 in) | 8,30 m (27 ft 3 in) | 8,30 m (27 ft 3 in) | không có số liệu |
| Động cơ                | Động cơ             | 2 × động cơ diesel Kampon Mk.2 Model 10 2 × trục | 2 × động cơ diesel Kampon Mk.22 Model 10 2 × trục | 2 × động cơ diesel Kampon Mk.22 Model 10 2 × trục | 2 × động cơ diesel Kampon Mk.2 Model 10 2 × trục                                                                                              |
| Công suất              | Nổi                 | 12.400 bhp | 4.700 bhp | 4.700 bhp | 11.000 bhp |
| Công suất              | Lặn                 | 2.400 shp | 1.200 shp | 600 shp | 2.400 shp |
| Tốc độ                 | Nổi                 | 23,5 hải lý trên giờ (43,5 km/h) | 17,7 hải lý trên giờ (32,8 km/h) | 16,7 hải lý trên giờ (30,9 km/h) | 22,4 hải lý trên giờ (41,5 km/h) |
| Tốc độ                 | Lặn                 | 8,0 hải lý trên giờ (14,8 km/h) | 6,2 hải lý trên giờ (11,5 km/h) | 5,5 hải lý trên giờ (10,2 km/h) | 8,0 hải lý trên giờ (14,8 km/h) |
| Tầm xa                 | Nổi                 | 16.000 nmi (30.000 km) ở tốc độ 16 hải lý trên giờ (30 km/h)                                                                                          | 22.000 nmi (41.000 km) ở tốc độ 16 hải lý trên giờ (30 km/h)                                                                                          | 21.000 nmi (39.000 km) ở tốc độ 16 hải lý trên giờ (30 km/h)                                                                                           | 16.000 nmi (30.000 km) ở tốc độ 16 hải lý trên giờ (30 km/h)                                                                                  |
| Tầm xa                 | Lặn                 | 90 nmi (170 km) ở tốc độ 3 hải lý trên giờ (5,6 km/h)                                                                                                 | 75 nmi (139 km) ở tốc độ 3 hải lý trên giờ (5,6 km/h)                                                                                                 | 60 nmi (110 km) ở tốc độ 3 hải lý trên giờ (5,6 km/h)                                                                                                  | 80 nmi (150 km) ở tốc độ 3 hải lý trên giờ (5,6 km/h)                                                                                         |
| Độ sâu thử nghiệm      | Độ sâu thử nghiệm   | 100 m (330 ft) | 100 m (330 ft) | 100 m (330 ft) | 100 m (330 ft) |
| Nhiên liệu             | Nhiên liệu          | 878 tấn | 917 tấn | 917 tấn | 880 tấn |
| Thủy thủ đoàn          | Thủy thủ đoàn       | 104 | 112 | 108 | không có số liệu |
| Vũ khí (ban đầu)       | Vũ khí (ban đầu)    | • 6 × ống phóng ngư lôi 533 mm (21 in) (phía mũi) • 18 × ngư lôi Type 95 • 1 × Hải pháo 14 cm/40 Kiểu năm thứ 11 • 4 × pháo phòng không 25 mm Type 96 | • 6 × ống phóng ngư lôi 533 mm (21 in) (phía mũi) • 18 × ngư lôi Type 95 • 1 × Hải pháo 14 cm/40 Kiểu năm thứ 11 • 4 × pháo phòng không 25 mm Type 96 | • 6 × ống phóng ngư lôi 533 mm (21 in) (phía mũi) • 12 × ngư lôi Type 95 • 1 × Hải pháo 14 cm/40 Kiểu năm thứ 11 • 10 × pháo phòng không 25 mm Type 96 | • 6 × ống phóng ngư lôi 533 mm (21 in) (phía mũi) • 18 × ngư lôi • 1 × Hải pháo 14 cm/40 Kiểu năm thứ 11 • 4 × pháo phòng không 25 mm Type 96 |
| Máy bay và thiết bị    | Máy bay và thiết bị | • Máy phóng và hầm chứa • 1 × thủy phi cơ Watanabe E9W1 Slim                                                                                          | • Máy phóng và hầm chứa • 1 × thủy phi cơ Yokosuka E14Y2 Glen                                                                                         | • Máy phóng và hầm chứa • 2 × thủy phi cơ Aichi M6A1 Seiran                                                                                            | • Máy phóng và hầm chứa • 1 × thủy phi cơ |